# File (명령어)
file 명령어는 유닉스와 유닉스 계열 운영 체제의 표준 프로그램이며 컴퓨터 파일에 포함된 데이터의 유형을 파악하기 위해 사용된다.
오리지널 버전의 file은 1973년 유닉스 리서치 버전 4에서 기원한다.

## 예시
```
$ file file.c
file.c: 
C
 
program text
```

### 매뉴얼 페이지
- file(1) – Plan 9 일반 명령어어 매뉴얼 페이지

- file(1) – 리눅스 사용자 명령어 매뉴얼 페이지

- libmagic(3) – NetBSD Library Functions 매뉴얼 페이지

- libmagic(3) – 리눅스 Library Functions 매뉴얼 페이지

- file(1) – OpenBSD 일반 명령어 매뉴얼 페이지

1. ↑  “[File] FIle 5.46 is now available”. 2024년 11월 27일. 2024년 11월 28일에 확인함.